# Santuario de Santa María del Yermo
El santuario de Santa María del Yermo es un inmueble de la localidad española de Llodio, en la provincia de Álava.

## Descripción
El edificio se encuentra en la localidad española de Llodio, perteneciente a la provincia de Álava, en la comunidad autónoma del País Vasco. Se menciona como iglesia parroquial del lugar en el décimo volumen del Diccionario geográfico-estadístico-histórico de España y sus posesiones de Ultramar de Pascual Madoz, donde aparece descrita con las siguientes palabras:

hay 2 igl. parr. bajo la advocacion de San Pedro de Lamuza y Sta. Maria del Yermo; [...] la segunda se halla servida por dos beneficiados enteros y situada cerca de la cúspide de la montaña de su nombre, y la cual por su posicion y órden de arquitectura presenta una antigüedad que no puede fijarse por falta de documentos y que segun tradicion vulgar se cree fuese de templarios: cada una de las parroquias tiene su cementerio
(Madoz, 1847, p. 505)